# One Horse Town (film 1922)
One Horse Town è un cortometraggio muto del 1922 scritto, sceneggiato e diretto da Tom Buckingham.

## Produzione
Il film fu prodotto dalla Century Film (come Century Comedies).

## Distribuzione
Distribuito dall'Universal Film Manufacturing Company, il film - un cortometraggio in due bobine - uscì nelle sale cinematografiche USA l'8 marzo 1922.